# Размножитель (конфигурация клеточного автомата)
Размножитель — конфигурация таких клеточных автоматов, как игра «Жизнь», растущая квадратично, производя множество копий вторичной конфигурации, каждая из которых производит множество копий третичной конфигурации.

## Классификация размножителей
Размножители классифицируются по относительной подвижности полученных конфигураций. Типы обозначаются кодами из трёх букв, которые обозначают, являются ли первичная, вторичная и третичная конфигурации соответственно движущимися (Д) или неподвижными (Н). Четыре основных типа:
- НДД — ружьё, вырабатывающее грабли .
- ДНД — паровоз, оставляющий ружья на своем пути.
- ДДН — грабли, оставляющие паровозы .
- ДДД — Грабли, оставляющие грабли, так что нет никаких неподвижных элементов.

Заполнители (которые также растут квадратично) можно рассматривать как пятый тип размножителей. Однако они отличается от настоящих размножителей тем, что заполнитель расширяет одну область клеток, а не создает независимые объекты.